# Алфатар
Алфата́р (болг. Алфатар) — місто в Сілістринській області Болгарії. Адміністративний центр общини Алфатар.

## Населення
За даними перепису населення 2011 року у місті проживали 1633 особи.
Національний склад населення міста:
| Національність   | Кількість осіб | Відсоток |
| ---------------- | -------------- | -------- |
| болгари          | 1587           | 99,5 %   |
| турки            | 5              | 0,3 %    |
| Всього відповіли | 1595           |          |

Розподіл населення за віком у 2011 році:
Динаміка населення:

## Географія
Місто розташоване в 20 км на південь від Сілістри і в 24 км від кордону з Республікою Румунія. Через Алфатар проходить дорога Сілістра — Самуїл і Сілістра — Шумен, що веде до Добрича і Варни. Місто розташоване в Дунайській рівнині, у Добруджі, на висоті 188 м над рівнем моря. Клімат помірно континентальний. Ґрунти — черноземи, переважно ерозовані. Населення міста — 1633 особи (1 лютого 2011 року, НСІ).
Біля міста є лісовий заповідник у місцевості Каракуз.

## Історія

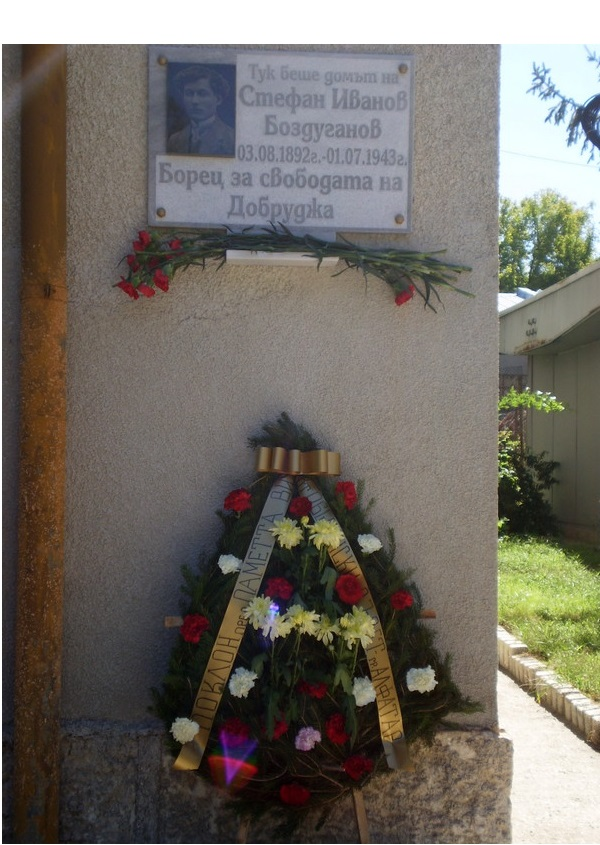
Меморіальна плита і вінок Стефану Боздуганову

Алфатар — давнє болгарське поселення, відоме з 1573 року.
У серпні 1773 р. під час російсько-турецької війни 400 сімей з села переїхали до Російської імперії. У наступному році вони заснували поселення Вільшанка на землях Бузького козацького війська. Пізніше багато болгар вирішують повернутися на батьківщину, але вони піддаються репресіям і насильно примушені залишатися у Вільшанці під тиском політики Російської імперії.
Після російсько-турецької війни 1828—1829 рр. поселенці зі Сливенської і Ямболської областей оселилися в Алфатарі. Під час звільнення від турецького панування налічувалося 2039 жителів, і це було одне з найбільших Добруджанських сіл.
На початку Балканської війни 1912 року чоловік з Альфатара був добровольцем в Македонсько-Адріанопольському корпусі — Стефан Боздуганов.
Згідно з Бухарестським мирним договором 1913 року, село залишається на території Румунії. Населення має сильний опір проти спроб роздержавлення, бере участь у Добруджанській революційній організації та в революційному робітничому русі в Румунії. Місто було повернене Болгарії за Крайовським договором 1940 року.
За короткий час Алфатар був перейменований на Генерала Лазарова (1942—1943), після чого його нинішня назва була відновлена. У той час існував паровий млин, шість вітряних млинів, дві чесальні та інші малі підприємства.
У 1974 р. Алфатар був оголошений містом.

## Етимологія
Алфатар — унікальна назва в болгарській топоніміці. В історичних джерелах зустрічаються : Алфатар, Ахлатар та Іфлатар. Існує версія протоболгарського походження назви — «jai» — армія і «tora» — місто (фортеця) — перекласти можна як «фортеця з військами». «Іфлатар» називали також південну сторону середньовічної фортеці Драстар (нині Сілістра).
Цікавим є той факт, що майже в 3000 кілометрах в центральній Іспанії є місто з майже однаковою етимологією — Алфафар.

## Релігії
Мешканці Алфатар є переважно християнами.

## Економіка
У Альфатарі є кілька заводів і підприємств. Розвинуте сільське господарство та виробництво зерна.

## Державні установи
- Початкова школа «Христо Ботев», Алфатар
- Церква «Св. Трійці», Алфатар, заснована в 1846 році, у якій було створено першу церковну школу. Вона зберігає оригінальні ікони тревненських майстрів Досю Косева і Ангела Досюва. Храм — пам'ятник культури і туристичний об'єкт.
- «Добруджанський будинок», Алфатар — туристичний об'єкт, у якому представлене добре обладнане добруджанське житло кінця ХІХ — початку ХХ ст. Є експозиція автентичних тканин, меблів, костюмів, домашніх виробів та виноградарських знарядь.
- Громадський центр «Йордан Йовков»
- Громадський центр «Ведрина», Алфатар
- Дитячий садок «Щасливе дитинство»
- Будинок для людей похилого віку — відкритий у 2004 році Повністю реконструйований будинок, з сучасним інтер'єром, фінансується Фондом соціальних інвестицій. Місткість 40 осіб.

## Визначні пам'ятки
У Алфатарі є об'єкти, що розкривають естетику, звичаї та побутї фракійців, римлян, ранньовізантійців та християн 10 століття.
1. Скельні монастирі 10-го століття в місцевостях «Суха чешма», «Братила».
2. Фракійські скельні святилища в місцевості «Баджаліята» і «Киринджика» неподалік села Василь Левський, фракійський курганний некрополь в місцевості «Бистренських виноградників».
3. Доісторичне (енеолітичне) поховання біля села Цар Асен.
4. Заповідна територія «Липник» в Каракузі.
5. Частина території заповідної території «Малий Канагол»
6. Церква Святої Трійці, побудована в 1846 році.

Музеї
- Музейна колекція в храмі «Св. Трійця».
- Музейна колекція у громадському центрі Йордана Йовкова — історія Алфатара в документах, фотографіях та об'єктах.

## Регулярні події
- Традиційний собор збігається з православним святом «Святий дух», який також є святом храму «Св. Трійця»;
- 22 квітня — День землі, води і повітря;
- 1 червня — День захисту дітей;
- 4 вересня — День міста Алфатар; 4 вересня 1974 року село Алфатар було оголошено містом.
- 12 жовтня — Святкування громади Алфатар у святковому календарі НАМРБ «День болгарської громади»
- Різдво — християнське свято Різдва Христового.
- День Лазаря
- Великдень

## Особи
Народилися в Алфатарі
- Стефан Боздуганов (3 серпня 1892 — 1 липня 1943 р.) — член Внутрішньої добруджанської революційної організації. Верховний воєвода загону ВДРО.
- Коста Дончев (н.1942) — мер, художник, публіцист
- Димітар Карамочев (? -1903) — член Внутрішньої македонсько-одрінська революційної організації (ВМОРО). Начальник Розлоги. Він помер у бою 4 вересня 1903 року на піку Кукла в Пиріні.

Померлі в Алфатарі
- Володимир Мусаков (1887—1916) — письменник

## Кухня
Типовою для алфатарської кухні є широке використання макаронних виробів, молока та сирів.
Із напоїв поулярні:
- Абрикосова ракія
- Виноградна ракія
- Крушениця — традиційний безалкогольний напій